# Magda Piskorczyk
Magda Piskorczyk, (Varsó, 1977. szeptember 15. − ) lengyel dzsesszgitáros, dzsesszénekesnő, dalszerző. Zenéjében megtalálhatók a soul, a blues, a funk, a rock, a dzsessz, a gospel sztenderdjei − és saját szerzeményei. Az év énekese volt 2003-ban, 2004-ben, 2006-ban, 2009-ben, 2011-ben, 2012-ben és 2013-ban.

## Pályafutása
Piskorczyk pályafutásának nagy részét fesztiválokon való fellépéssel, valamint kiváló zenészekből álló együttes tagjaként töltötte. 2001-ben Bialystokban debütált az Autumn Blues Fesztiválon, ahol a „Sexy Mama” című dala első díjat nyert. 2003-ban és 2005-ben fellépett a Rawa Blues Fesztivál Nagyszínpadán. 2005-ben részt vett az International Blues Challenge-en Memphisben. 2007-ben elkezdett dolgozni egy különleges programon, melynek címe „In the Tribute to Mahalia Jackson”, amely a Queen of Gospel Music lemezeiről ismert művek interpretációit tartalmazza.
2008 márciusában megjelent első élő albuma „Magda Live” címmel. 2009-ben Piskorczykot meghívták egy hagyományos nyugat-afrikai zenét játszó nemzetközi zenekarba. Ebben az együttesben énekelt, basszusgitáron, akusztikus gitáron és ütős hangszereken játszott. Az együttműködés 2012-ig tartott. 2010 tavaszán Skandináviában turnézott. 2011-ben fellépett Norvégiában.
A szingapúri EQU Music kiadta dalait a lengyel énekesnő által előadott alábbi dalokkal: I'd Rather Go Blind, Darkness on the Delta, Temptation, Work Song, I Can Got The Beatles. 2012 őszén egy sor koncertet adott Tajvanon, ahol fellépett a 9. Blues Bash Fesztiválon Tajpejben: „Egy lengyel nő, aki érzi a bluest”.
Magda Piskorczyk zenét tanít a varsói Ochota Kulturális Központban, 2014 óta pedig a Bobrow Blues Workshop művészeti igazgatója.

## Albumok
- Jubilee Night at Jesień z Bluesem
- Mahalia[2]
- Afro Groove – dupla live CD, km.: Billy Gibbons
- Magda Live – CD
- Live at Satyrblues – & Slidin' Slim
- Blues Travelling – km.: Michał Urbaniak
- Make Your Spirit Fly

### Egyebek
- Blues Menu Not the Blues itself (2013)
- Magda Piskorczyk Master Class, Ochota Culture Center (2012)
- Antoni Krupa − Amela, Blues with blown hair in the wind, Radio Kraków (2012)
- J.J.Band – Blues. J.Jandand friends play Tadeusz Nalepa (2010)
- Blues Flowers − Tasty! (2008)
- Blues Flowers − Bluesmen (2005)
- Patients on the blues sing songs by Sławomir Wierzcholski (2004)
- Blues Flowers − Silent Leader (2003)
- Blues Flowers − I will not be a good girl (2003)
- Blues Flowers − Let's be like kids (2003)
- The Jam Session Band One Night At Satyrblues Live (2003)